# Зок–Вархеђ
Зок–Вархеђ (мађ. Zók Várhegy) је праисторијски археолошки локалитет у селу Зок 16 километара југозападно од Печуја, у мађарској Барањи. Налазиште лежи на 168 m високом трапезоидном платоу који се простире у правцу север–југ. Скоро све стране брега падају стрмо ка долини печујског канала, а једини прилаз налази се са југозападне стране са које се, једним блажим успоном, излази на плато. 

## Истраживања локалитета
Прва систематска истраживања локалитета реализована су 1920. године. Уз подршку Министарства просвете Краљевине Срба, Хрвата и Словенаца Народни музеј у Београду је, у периоду од августа до новембра 1920. године, реализовао археолошка ископавања локалитета Зок–Вархеђ под руководством Душана Карапанџића. Систематска ископавања вршена су на освојеним територијама, односно у мађарском делу Барање, која је под контролом српске војске била непуне четири године. У лето 1920. године, српска жупанијска власт у Печују обавестила је Уметничко одељење Министарства просвете, а оно Народни музеј у Београду, да постоји локалитет који је „пребогат материјалом из каменог и бронзаног доба”, па стога предлаже да се што пре организују стручна ископавања и да се грађа пошаље у Београд пре него што дође до повлачења, тј. евакуације Војске Краљевине Србије и администрације из ових области после Тријанонског споразума.
За непуна три месеца, истражена је површина од 980 m² где је пронађено преко 3000 значајних археолошких налаза од керамике, кости и камена, који својим стилским карактеристикама указују да је реч о свету баденске и вучедолске културе (крај IV и почетак III миленијума пре н. е.). Најзаступљенији тип посуда откривених током Карапанџићевих ископавања локалитета Зок–Вархеђ представљају шоље, пехари, минијатурне чиније и чиније са крстоликим стопама. Такође, поред керамичких посуда пронађено је на стотине керамичких тегова, глачаних секира и коштаних алатки. У извештају са локалитета Зок-Вархеђ прецизно је приказао стратиграфију, са издвојеним хоризонтом становања и описом непокретних објеката (зграде и јаме) констатованих на терену.

## Налази
Откривена су два слоја у којима су била насеља.

### Млађе насеље
Млађе насеље чинило је девет кућа распоређених у два реда. Зидови су 30-70 cm дебели, а подови у кућама били су од неколико слојева иловаче и набијене земље. Површински слој премазиван је блатом и запецан ложењем ватре или просипањем жара да би био чврст. У кућама су нађене озидане пећи, у две од њих по две једна до друге. У неким кућама нађено је посуђе и жрвњеви, а у неким их није било, па Карапанџић претпоставља да нису биле за становање. Једна од кућа била је спаљена. Масивни комади црвеног црепа, остаци греда, прућа и трске говоре о начину покривања кућа.

### Старије насеље
Дубље, старије насеље било је гушће, а куће су кружног облика, и укопане. Мањи број је у облику примитивних колиба, а више је оних са два, три или више одељења. У станове се силазило степеницама, а распоред соба је био у неправилним линијама. У овом слоју нађене су и јаме неједнаке величине и дубина (150-240 cm) које су се шириле ка дну и које су служиле као ђубришта. У једној јами била је и људска лобања и делови нагорелих кости па је вероватно у питању гроб.